# Lycoperdina castaneipennis
Lycoperdina castaneipennis es una especie de coleóptero de la familia Endomychidae.

## Distribución geográfica
Habita en Japón.